# モンロー郡 (オハイオ州)
モンロー郡（英: Monroe County）は、アメリカ合衆国オハイオ州の東部に位置する郡である。2010年国勢調査での人口は14,642人であり、2000年の15,180人から3.5%減少した。郡庁所在地はウッズフィールド村（人口2,384人）であり、同郡で人口最大の村でもある。

## 歴史
モンロー郡は1813年1月28日にベルモント郡、ガーンジー郡、ワシントン郡の一部を合わせて設立された。郡名は当時アメリカ合衆国国務長官を務めており、後に第5代アメリカ合衆国大統領になったジェームズ・モンローに因んで名付けられた。
2011年12月20日頃、ニュージャージー州の石油会社エクソン・モービル社が、子会社のXTOエナジーを通じて、ベック・エナジー社からモンロー郡ユーティカ・シェイルガス田、広さ20,056エーカー (80.2  km2) のリース契約を受けた。

## 地理
アメリカ合衆国国勢調査局に拠れば、郡域全面積は457.46平方マイル (1,184.8 km2)であり、このうち陸地455.72平方マイル (1,180.3 km2)、水域は15.74平方マイル (4.5 km2)で水域率は0.38%である。

### 隣接する郡
- ベルモント郡 - 北
- マーシャル郡 (ウェストバージニア州) - 北東
- ウェッツェル郡 (ウェストバージニア州) - 東
- タイラー郡 (ウェストバージニア州) - 南東
- ワシントン郡 - 南
- ノーブル郡 - 西

### 国立保護地域
- ウェイン国立の森（部分）

## 人口動態
以下は2000年国勢調査による人口統計データである。
| 基礎データ - 人口: 15,180人 - 世帯数: 6,021 世帯 - 家族数: 4,4132 家族 - 人口密度: 13人/km2（33人/mi2） - 住居数: 7,212軒 - 住居密度: 6軒/km2（16軒/mi2） 人種別人口構成 - 白人: 98.72% - アフリカン・アメリカン: 0.26% - ネイティブ・アメリカン: 0.15% - アジア人: 0.07% - 太平洋諸島系: 0.01% - その他の人種: 0.11% - 混血: 0.67% - ヒスパニック・ラテン系: 0.41% 年齢別人口構成 - 18歳未満: 23.6% - 18-24歳: 7.1% - 25-44歳: 25.9% - 45-64歳: 27.2% - 65歳以上: 16.3% - 年齢の中央値: 41歳 - 性比（女性100人あたり男性の人口） - 総人口: 97.5 - 18歳以上: 96.1 | 世帯と家族（対世帯数） - 18歳未満の子供がいる: 29.5% - 結婚・同居している夫婦: 61.7% - 未婚・離婚・死別女性が世帯主: 8.1% - 非家族世帯: 26.7% - 単身世帯: 24.0% - 65歳以上の老人1人暮らし: 11.5% - 平均構成人数 - 世帯: 2.50人 - 家族: 2.96人 収入と家計 - 収入の中央値 - 世帯: 30,467米ドル - 家族: 36,297米ドル - 性別 - 男性: 33,308米ドル - 女性: 19,628米ドル - 人口1人あたり収入: 15,096米ドル - 貧困線以下 - 対人口: 13.9% - 対家族数: 11.0% - 18歳未満: 18.3% - 65歳以上: 11.4% |

## 郡政府
モンロー郡政府は3人の委員による郡政委員会があり、州内88郡の内の85郡と同様に、郡の様々な部門を監督している。現在の郡政委員は3人とも民主党員で占められている。
郡内の図書館は、ウッズフィールド村にある管理事務所がモンロー郡図書館地区を管轄している。移動図書館も運営している。
2005年、この図書館は6,000人の利用者に141,000件以上の貸し出しを行った。蔵書数は64,000冊以上、定期刊行物は140種保有している。この図書館はSOLO地域図書館システムのメンバーである。

## 郡区

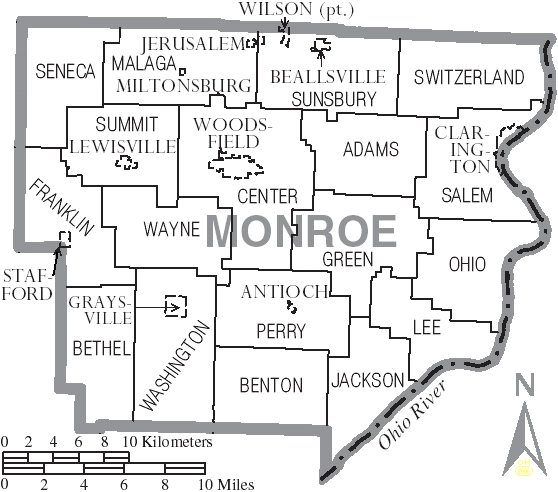
モンロー郡図

モンロー郡は下記18の郡区に分割されている。
| - アダムズ - ベントン - ベセル - センター - フランクリン | - グリーン - ジャクソン - リー - マラガ - オハイオ | - ペリー - セイラム - セネカ - サミット | - サンズベリー - スウィッツァランド - ワシントン - ウェイン |

### 村
| - アンティオック - ビールスビル - クラリントン | - グレイズビル - ジェルサレム - ルイスビル | - ミルトンバーグ - スタッフォード | - ウィルソン - ウッズフィールド - 郡庁所在地 |

### 未編入の町
| - キャメロン - ハンニバル - レイングス - マラガ | - ライナードミルズ - サーディス - シカモアバレー |

## 教育
郡内ではスウィッツァランド・オブ・オハイオ・ローカル教育学区により、以下の学校が管理されている。
- 小学校
  - ビールスビル
  - ハンニバル
  - サーディス
  - スカイビュー、グレイズビル
  - ウッズフィールド
  - セントシルベスター・セントラル、ウッズフィールド
- 高校
  - ビールスビル
  - モンロー・セントラル、ウッズフィールド
  - リバー、ハンニバル
- 職業訓練センター
  - スイスヒルズ職業訓練センター、ウッズフィールド